# 建世
建世（一作建始；元年：25年六月 - 末年：27年闰正月）是新朝末年赤眉军拥立的刘盆子的年号，共计3年。

## 纪年
| 建世     | 元年     | 二年 | 三年 |
| -------- | -------- | ---- | ---- |
| 公元     | 25年     | 26年 | 27年 |
| 干支     | 乙酉     | 丙戌 | 丁亥 |
| 汉更始帝 | 更始三年 |      |      |
| 隗嚣     | 復漢三年 | 四年 | 五年 |
| 公孙述   | 龙兴元年 | 二年 | 三年 |
| 东汉     | 建武元年 | 二年 | 三年 |

## 参看
- 中国年号列表